# Абделазіз Бутефліка
Абделазі́з Бутефліка (араб. عبد العزيز بوتفليقة; 2 березня 1937, Уджда, Французьке Марокко — 17 вересня 2021) — алжирський політичний і державний діяч; Президент Алжиру з 27 квітня 1999 до 2 квітня 2019. Був головою Організації африканської єдності з 12 липня 1999 до 10 липня 2000. 

## Життєпис
5 вересня 1963 був призначений міністром закордонних справ (одним з наймолодших у світі — в 26 років) і залишався на цій посаді до смерті президента Хуарі Бумедьєн в 1978 році.
Беручи участь в переговорах з Францією, конференціях Руху неприєднання, Організації Африканської Єдності і Ліги арабських держав, домігся міжнародного визнання. У 1968 році обійняв посаду голови комітету звільнення Африки при Організації африканської єдності. Був головою на 29-й Генеральній Асамблеї ООН в 1974 році і на сьомій спеціальній сесії в 1975 році.

27 квітня 1999, отримавши 70 % голосів виборців, інагурований президентом на 5-річний термін. У своєму першому телевізійному зверненні до свого народу в липні 1999 взяв на себе зобов'язання докласти всіх зусиль задля національного примирення. Протягом першого терміну свого президентства йому вдалося значно покращити стан громадської безпеки в країні. Він випустив з в'язниць тисячі бойовиків та провадив амністію для тих, хто не брав участі у вбивствах та зґвалтуваннях. Хоча сотні польових командирів дійсно склали зброю, але повний мир так і не настав.

Наступні президентські вибори відбулися 8 квітня 2004, де отримав 84,99 % голосів.

## Відставка
11 березня 2019 року повідомив про те, що не стане висувати свою кандидатуру на пост президента, анонсував свою відставку 30 березня 2019 року, після закінчення строкових повноважень 28 квітня. Рішення залишити пост глави держави прийняв в умовах сильного внутрішньополітичного тиску. У суботу, 30 березня, сотні тисяч активістів у черговий раз вийшли на вулиці столиці Алжиру та інших міст країни з вимогами відставки 82-річного президента та всієї політичної еліти.
31 березня було сформоване тимчасове правління. Противники політика стверджують, що після інсульту, який він переніс в 2013 році, він втратив здатність самостійно управляти країною.

Пішов у відставку з посту Президента Алжиру 2 квітня 2019 року.